# André Ribeiro
André Ribeiro de Cunha Pereira (ur. 18 stycznia 1966 w São Paulo, zm. 22 maja 2021) – brazylijski kierowca wyścigowy.

## Początek kariery
Karierę wyścigową rozpoczął w kartingu. W 1990 roku wyjechał do Europy, gdzie startował w Formule Opel oraz brytyjskiej Formule 3. W 1993 roku zajął piąte miejsce w klasyfikacji generalnej Brytyjskiej F3.
W 1994 roku przeniósł się do Stanów Zjednoczonych, gdzie w barwach zespołu Tasman Motorsports występował w serii Indy Lights, będącej bezpośrednim zapleczem CART. Odniósł cztery zwycięstwa i zdobył tytuł wicemistrzowski.

## CART
W 1995 roku Tasman Motorsports zadebiutował w serii CART, a kierowcą został właśnie Ribeiro. Zespół używał nadwozi Reynard oraz silników Hondy.
W sierpniu 1995 roku na torze owalnym New Hampshire Motor Speedway w Loudon odniósł historyczne, pierwsze zwycięstwo samochodem napędzanym silnikiem Hondy w CART. Mimo tego sukcesu, w klasyfikacji generalnej zajął dopiero 17. miejsce.
Po sezonie 1995 zespół Tasman zmienił nadwozia Reynarda na Lolę, co wpłynęło korzystnie na osiągane wyniki. W 1996 roku dorzucił dwa kolejne zwycięstwa – na torach Autódromo Internacional Nelson Piquet (wersja owalna) oraz Michigan International Speedway. W klasyfikacji końcowej zajął 11. miejsce; swoje najlepsze w historii startów w CART.
W 1997 roku nadwozia Loli okazały się znacznie słabsze od konkurencji i w połowie sezonu zespół Tasman powrócił do Reynarda, lecz progresja wyników wystarczyła tylko do 14. pozycji w klasyfikacji końcowej.
W 1998 roku przeniósł się do jednego z czołowych zespołów CART, Penske Racing, lecz nagminne awarie techniczne (ukończył tylko pięć z osiemnastu wyścigów) spowodowały, że zajął odległą, 22. lokatę w klasyfikacji generalnej.
Po tym sezonie zdecydował o zakończeniu czynnej kariery. Wrócił do Brazylii, gdzie został dealerem samochodowym jako partner biznesowy Rogera Penske.
Nie jest spokrewniony z innym kierowcą wyścigowym, Alexem Ribeiro.

## Starty w Indianapolis 500
| Rok  | Nadwozie | Silnik | Start | Wynik | Uwagi |
| ---- | -------- | ------ | ----- | ----- | ----- |
| 1995 | Reynard  | Honda  | 12    | 18    |       |